# ワクテル・リプトン・ローゼン・アンド・カッツ
ワクテル・リプトン・ローゼン・アンド・カッツ（Wachtell, Lipton, Rosen & Katz）は、ニューヨークの大手法律事務所である。

## 沿革
1965年、弁護士のハーバート・ワクテルとジェリー・カーンによって設立。その後、マーティン・リプトン、レオナルド・ローゼン及びジョージ・カッツも参加。
M&Aプラクティスが特に著名で、1980年代にリプトン弁護士がいわゆる「ポイズンピル」を敵対的買収の防衛策として開発した。AT&T、ファイザー、JPモルガン・チェース等の大手企業を代理したことがある。企業関連訴訟のスキルも評価され、デラウェア会社法の主要判例に係わったことがある。
近年、パートナーの平均収益は米国内トップとなることが多く、アメリカの最も権威のある法律事務所の一つと言われる。

## 関連人物
- グレン・グリーンウォルド（元アソシエイト弁護士、政治評論家）
- ロバート・モーゲンソウ（カウンセル、元ニューヨーク郡検察長）